# سالومون روزاس
سالومون روزاس (بالإسبانية: Salomón Rosas)‏ هو سياسي مكسيكي، ولد في 29 يوليو 1962 في ولاية سان لويس بوتوسي في المكسيك. حزبياً، نشط في الحزب الثوري المؤسساتي. وقد انتخب عضو مجلس النواب المكسيك.